# Castello d'Albertis

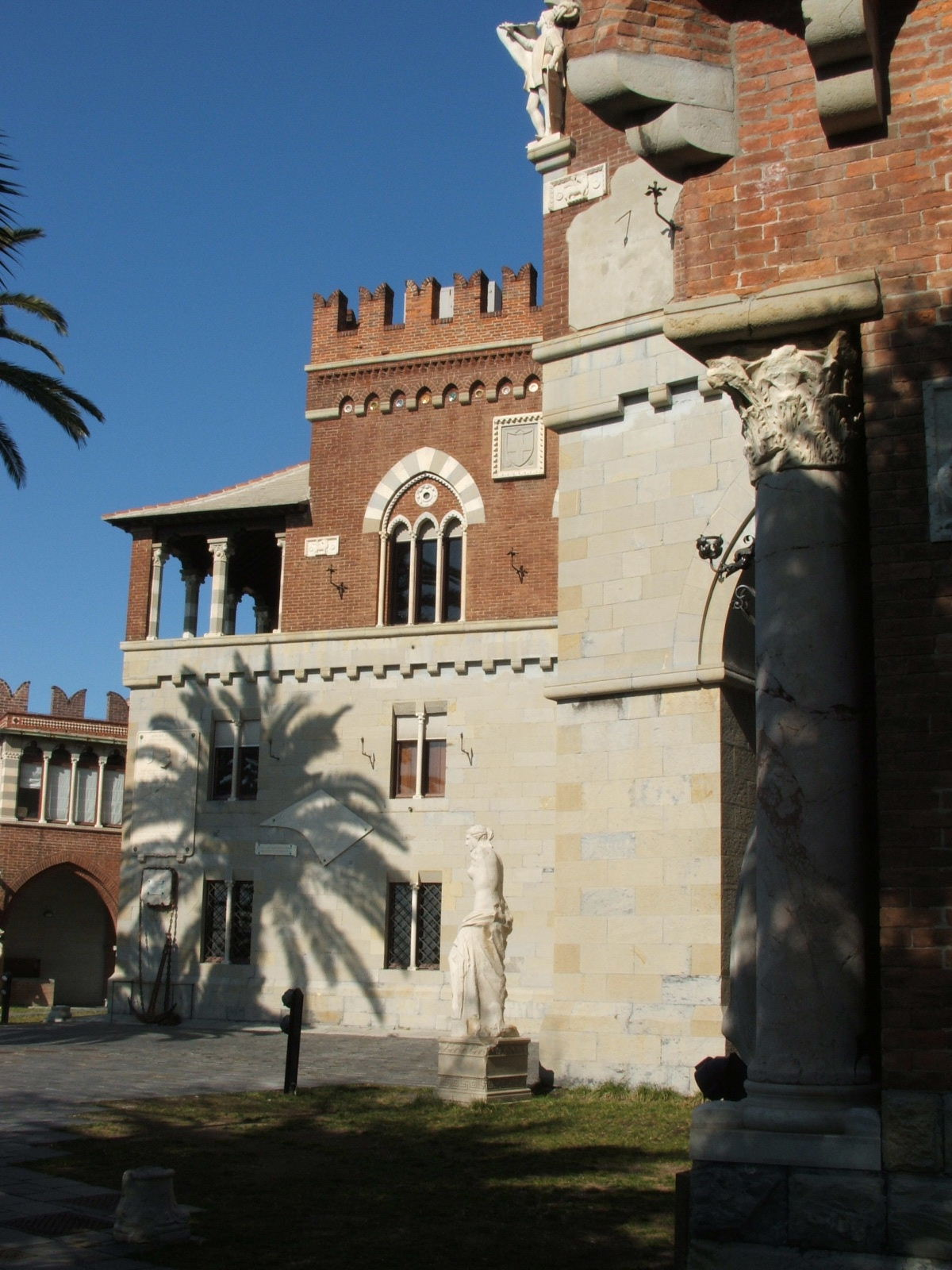
Il piazzale d'ingresso

Il castello D'Albertis è una dimora storica di Genova, sede del Museo delle culture del mondo e del Museo delle musiche dei popoli. Fatto edificare nel 1886 su di un antico bastione delle Mura trecentesche dal capitano di mare Enrico Alberto d'Albertis, il castello è oggi una delle case-museo più apprezzate del capoluogo ligure.

Situato sulla collina di Montegalletto (o Monte Galletto) nel quartiere di Castelletto, al pari dell'omologo castello Mackenzie domina la città di Genova affacciandosi con una vista aperta sul mar Ligure. Scrisse il cronista del Supplemento al giornale "Il Caffaro" il giorno 1º maggio 1892:
Il castello è raggiungibile da piazza Acquaverde-via Balbi (stazione ferroviaria di Piazza Principe) con l'ascensore Castello d'Albertis-Montegalletto, oppure con le linee di autobus AMT n. 36, 39 e 40. Un particolare servizio favorisce il trasporto e la visita al museo da parte di persone disabili. In auto è raggiungibile per chi proviene dalle autostrade uscendo al casello di Genova-Ovest.

## Storia

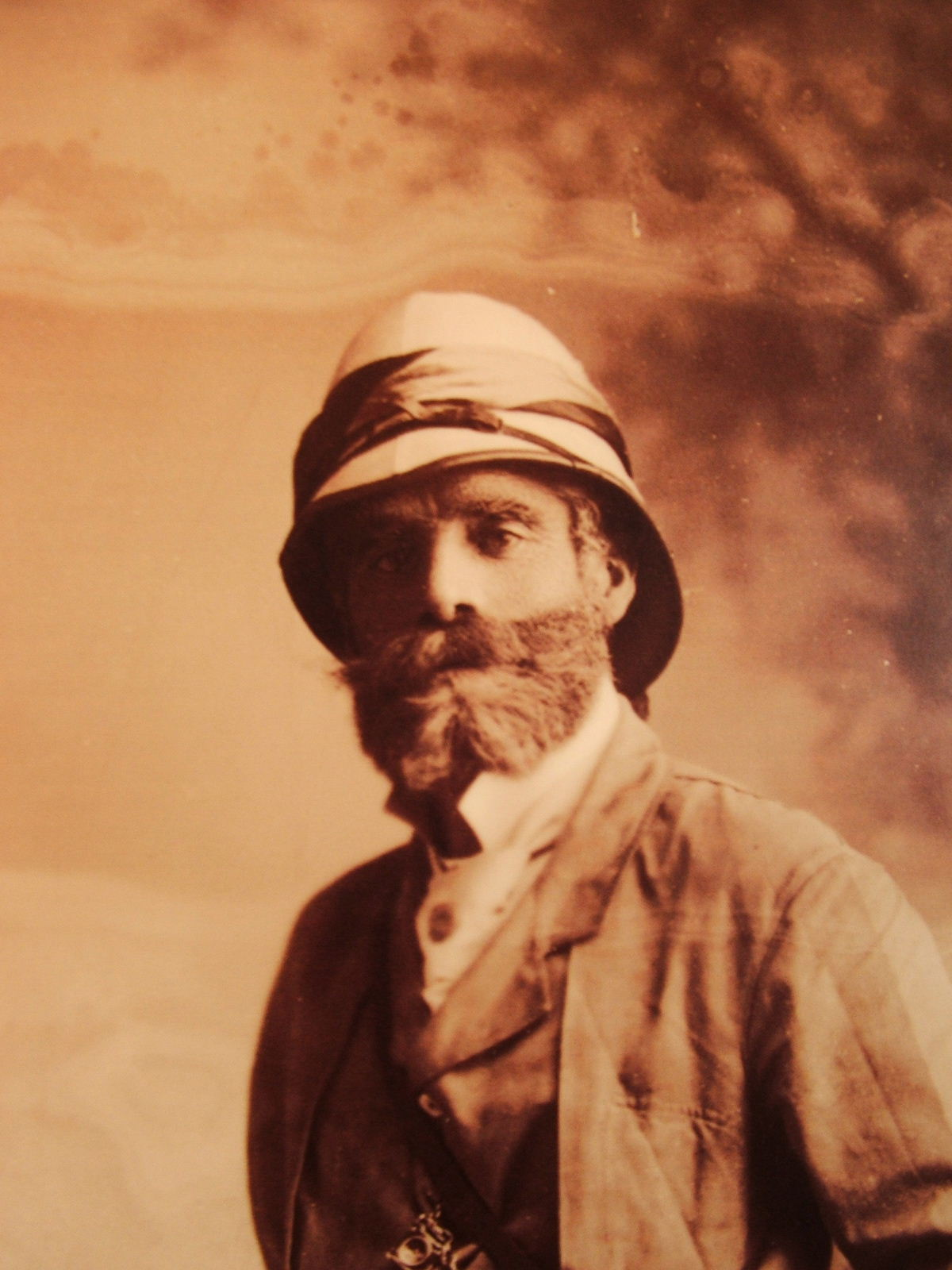
Il capitano Enrico Alberto d'Albertis

Il toponimo Montegalletto è da intendersi come "monte delle ginestre", una zona un tempo brulla e priva di alberi per il passaggio delle mura trecentesche della città, che faceva parte della parrocchia di San Tommaso e chiudeva a monte il sestiere di Prè. Quando fu edificato il castello, vi era stata recentemente aperta la parte finale della Circonvallazione a Monte, una lunga concatenazione di viali a mezza costa destinati dall'espansione urbanistica ottocentesca alle abitazioni signorili per l'agiata borghesia cittadina.
Ideato dallo stesso capitano d'Albertis, che ne fece la sua dimora, con un gusto del collage architettonico in grado di mescolare castelli valdostani e palazzi fiorentini, il castello si richiama prevalentemente allo stile medioevale revival architettura neogotica ottocentesca, riprendendo e sintetizzando i particolari degli edifici medioevali di Genova (tra cui la torre degli Embriaci e le polifore del Palazzo San Giorgio).
Fu edificato sui resti delle antiche fortificazioni trecentesche rinforzate nel XVI secolo (la torre a pianta quadrata era stata sostituita dal bastione cinquecentesco) dagli ingegneri Graziani e Francesco Parodi, con il supporto degli scultori Allegro e Marc'Aurelio Crotta per la parte decorativa, con la supervisione dell'architetto Alfredo d'Andrade. Le opere di edificazione avvennero tra il 1886 e il 1892 e l'inaugurazione fu fatta coincidere con le celebrazioni per il quattrocentesimo anniversario della scoperta dell'America da parte di Cristoforo Colombo.

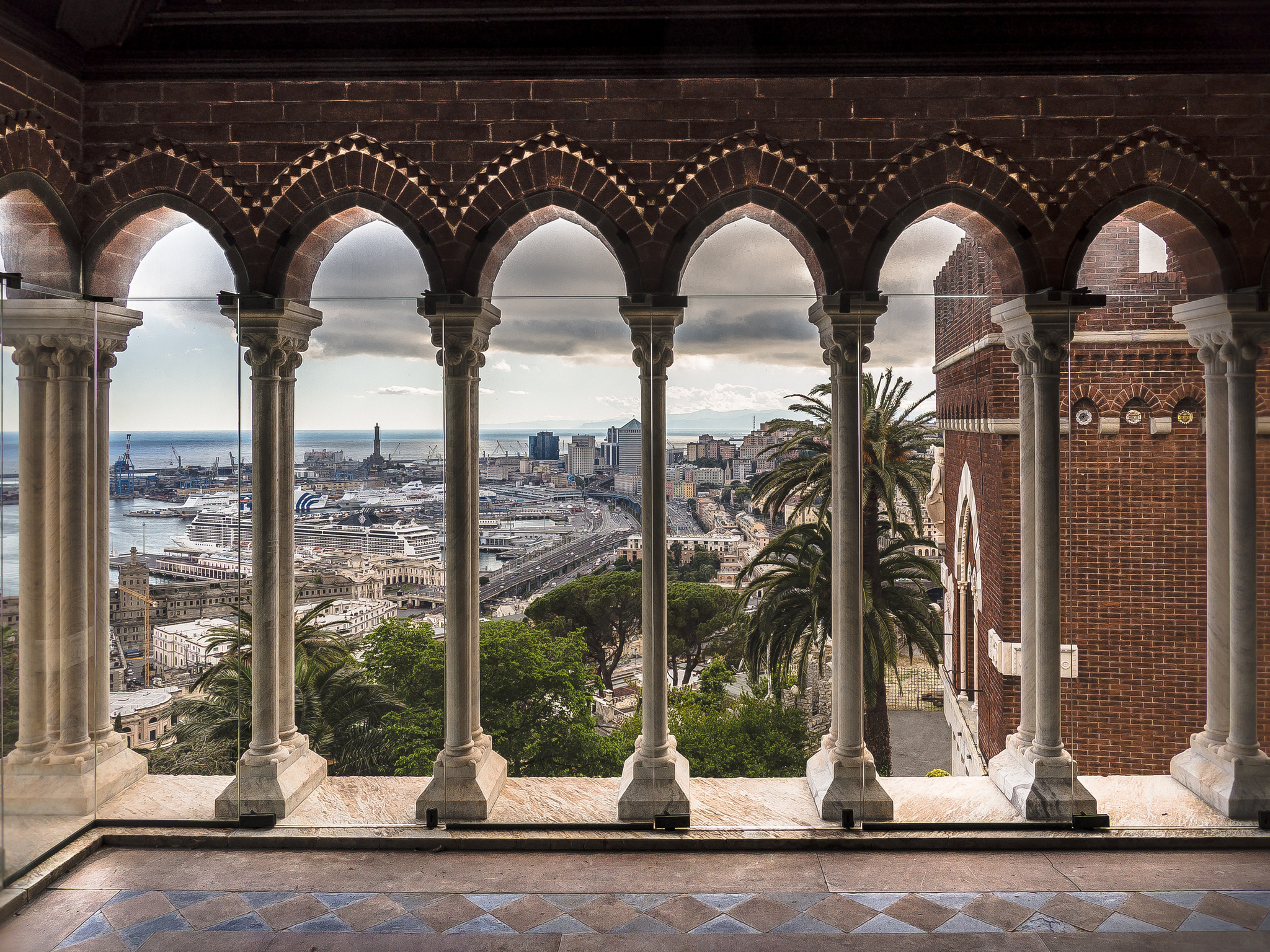
Loggiato superiore del Castello

Il capitano d'Albertis, alla sua morte avvenuta nel 1932, donò il castello e le sue collezioni alla città di Genova, che poté così beneficiare della dimora del capitano fantasiosamente arricchita di rimandi esotici, neogotici ed ispano-moreschi; delle collezioni etnografiche frutto dei suoi numerosi viaggi e del bastione della cinta muraria cinquecentesca contenente i resti basamentali di una torre della precedente cinta medievale, su cui è andata a poggiarsi la costruzione del castello stesso.
Un non meno importante truciolo di storia — come ebbe a sottolineare un anonimo cronista nel supplemento al "Caffaro" del 1º maggio 1892 — lega le mura fortificate di Monte Galletto alla storia locale: su queste mura, infatti, nel 1747 il popolo genovese trascinò (per l'ascesa di Pietraminuta) "i cannoni destinati a [far] battere la ritirata al nemico [austriaco]", a dimostrazione che, "anche strategicamente, [questa altura] è stata sempre un punto di grande importanza".

## Il restauro

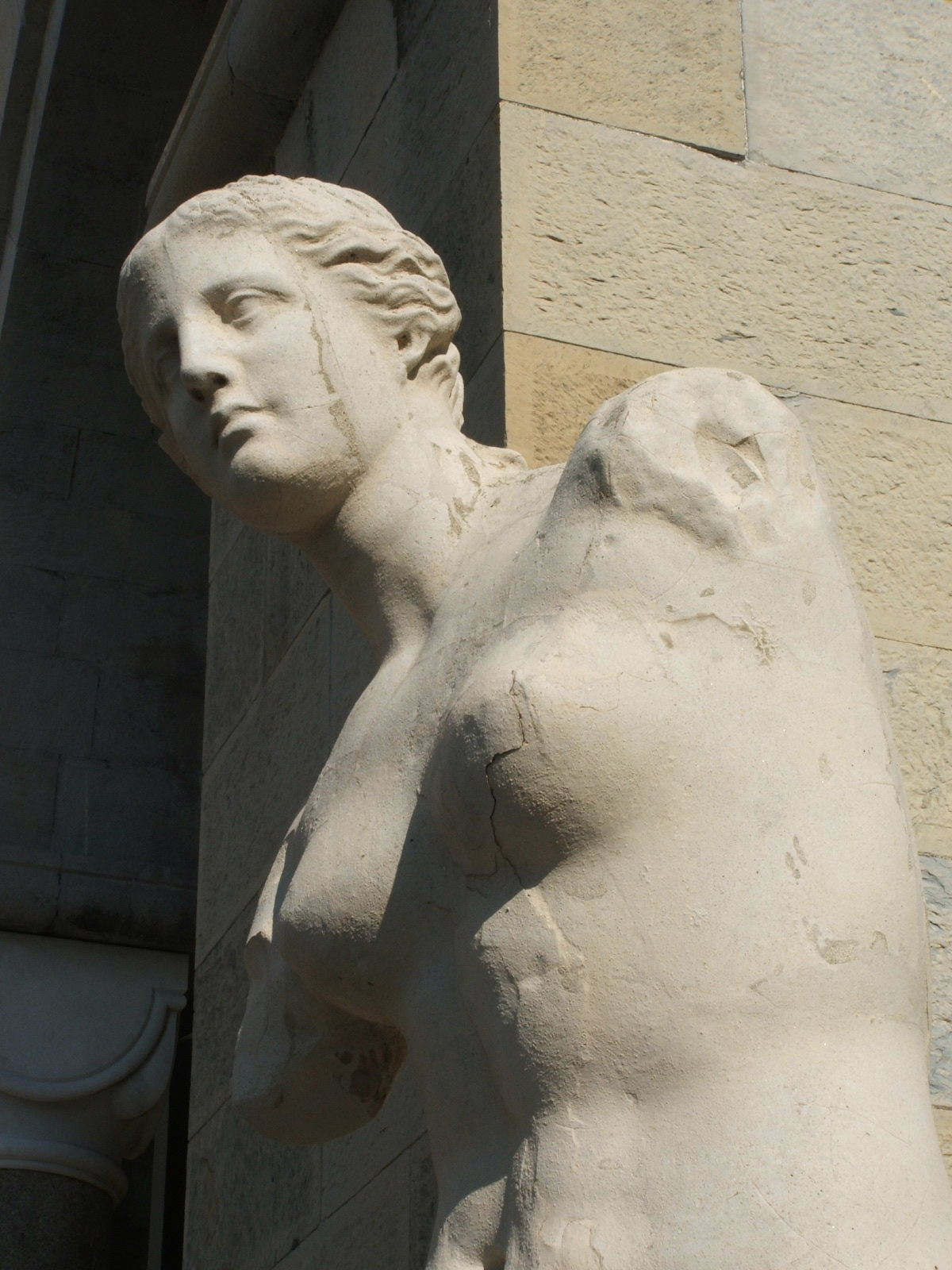
Una copia della Venere di Milo nel piazzale d'ingresso del castello-museo

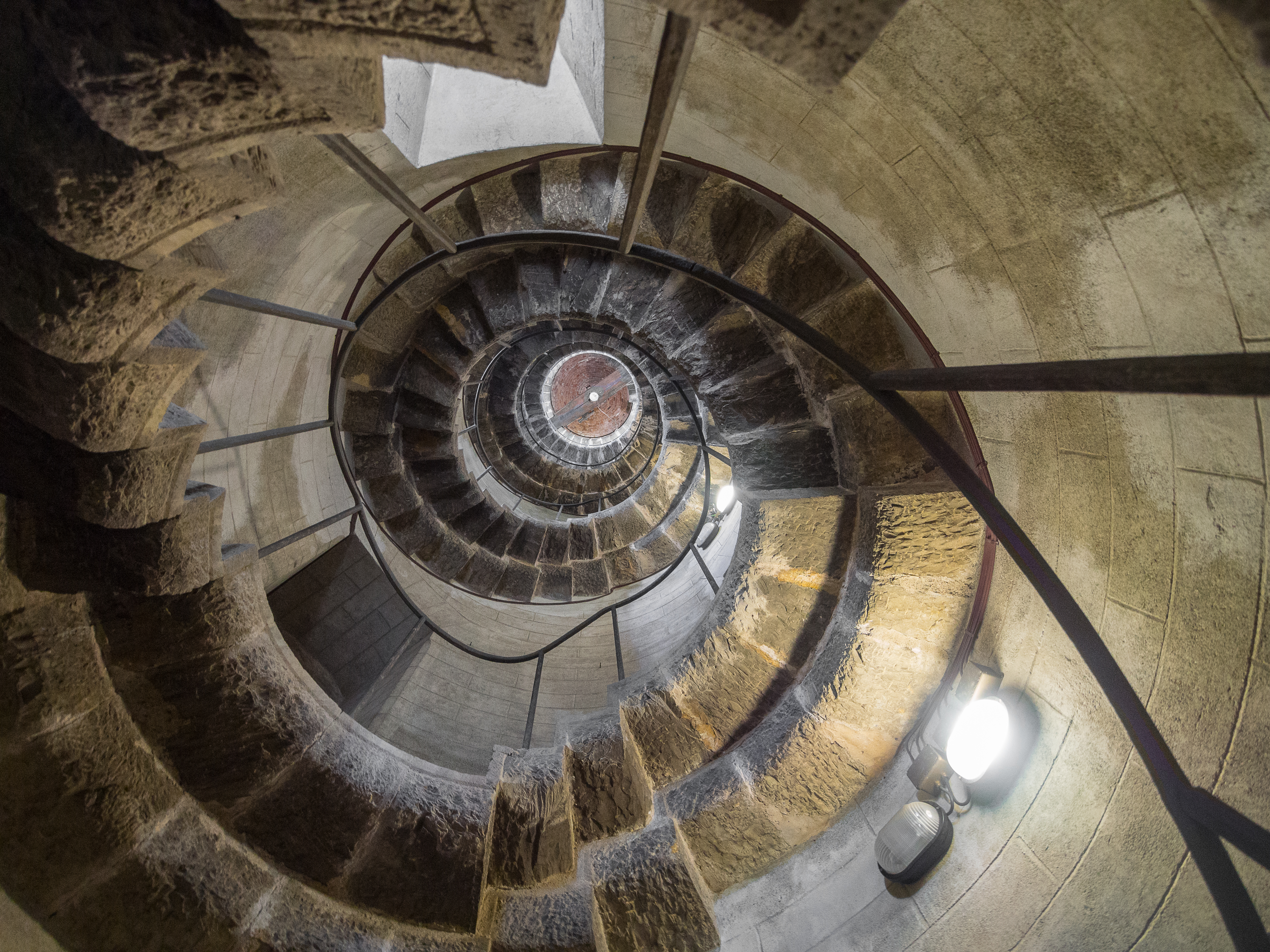
Castello d'Albertis interno della torre (scala)

Dopo anni di semi-abbandono (durante gli anni settanta il parco veniva utilizzato nella stagione estiva, sull'onda delle serate romane a Massenzio, come café chantant), il castello è stato oggetto di un accurato intervento di restauro edilizio per l'adeguamento della struttura alle esigenze di una fruizione pubblica moderna.
In corrispondenza dell'apice geometrico del bastione è stata sostituita la copertura del tetto con una struttura in vetro ed è stato svuotato il bastione cinquecentesco dal riempimento di terra, liberando le strutture murarie al suo interno e recuperando in questo modo non solo un nuovo spazio espositivo, ma anche le diverse componenti architettoniche dell'intero complesso; questo ha permesso inoltre di afferrare in un solo colpo d'occhio i resti trecenteschi, la sobria spazialità dell'architettura rinascimentale e, in alto, bene stagliate contro il cielo, le merlature e la torre di invenzione ottocentesca.
Circolano alcune leggende sul castello. Pare ci sia una porta che, anche se lasciata sempre chiusa a chiave dai gestori del castello, di tanto in tanto, sempre di notte, sbatte violentemente e si apre, costringendo i custodi a tornare a chiuderla a chiave. Un'altra leggenda dice che il capitano d'Albertis avesse fatto costruire un tunnel sotterraneo che conduceva dalle sue stanze direttamente al porto, alla sua nave, nel caso avesse dovuto fuggire improvvisamente. Tale tunnel sarebbe poi stato usato dalla resistenza durante la seconda guerra mondiale.